# Districtul Knittelfeld
Districtul Knittelfeld   are în anul 2009 o populație de 29.301  loc., ocupă suparafața de 578,02 km², fiind situat central în  landul Steiermark din Austria. În 1946 Knittelfeld este separat de districtul Judenburg.

## Localitățile districtului
Districtul cuprinde 14 comune, un oraș și trei târguri, nr. de locuitori apare în parateză
| Orașe - Knittelfeld (Ungültiger Metadaten-Schlüssel 60907Kategorie:Wikipedia:Fehler in Vorlage Metadaten Einwohnerzahl#Ungültiger Metadaten-Schlüssel 60907) Târguri - Kobenz (Ungültiger Metadaten-Schlüssel 60908Kategorie:Wikipedia:Fehler in Vorlage Metadaten Einwohnerzahl#Ungültiger Metadaten-Schlüssel 60908) - Seckau (Ungültiger Metadaten-Schlüssel 60913Kategorie:Wikipedia:Fehler in Vorlage Metadaten Einwohnerzahl#Ungültiger Metadaten-Schlüssel 60913) - Spielberg bei Knittelfeld (Ungültiger Metadaten-Schlüssel 60914Kategorie:Wikipedia:Fehler in Vorlage Metadaten Einwohnerzahl#Ungültiger Metadaten-Schlüssel 60914) | Comune - Apfelberg (Ungültiger Metadaten-Schlüssel 60901Kategorie:Wikipedia:Fehler in Vorlage Metadaten Einwohnerzahl#Ungültiger Metadaten-Schlüssel 60901) - Feistritz bei Knittelfeld (Ungültiger Metadaten-Schlüssel 60902Kategorie:Wikipedia:Fehler in Vorlage Metadaten Einwohnerzahl#Ungültiger Metadaten-Schlüssel 60902) - Flatschach (Ungültiger Metadaten-Schlüssel 60903Kategorie:Wikipedia:Fehler in Vorlage Metadaten Einwohnerzahl#Ungültiger Metadaten-Schlüssel 60903) - Gaal (Ungültiger Metadaten-Schlüssel 60904Kategorie:Wikipedia:Fehler in Vorlage Metadaten Einwohnerzahl#Ungültiger Metadaten-Schlüssel 60904) - Großlobming (Ungültiger Metadaten-Schlüssel 60905Kategorie:Wikipedia:Fehler in Vorlage Metadaten Einwohnerzahl#Ungültiger Metadaten-Schlüssel 60905) - Kleinlobming (Ungültiger Metadaten-Schlüssel 60906Kategorie:Wikipedia:Fehler in Vorlage Metadaten Einwohnerzahl#Ungültiger Metadaten-Schlüssel 60906) - Rachau (Ungültiger Metadaten-Schlüssel 60909Kategorie:Wikipedia:Fehler in Vorlage Metadaten Einwohnerzahl#Ungültiger Metadaten-Schlüssel 60909) - Sankt Lorenzen bei Knittelfeld (Ungültiger Metadaten-Schlüssel 60910Kategorie:Wikipedia:Fehler in Vorlage Metadaten Einwohnerzahl#Ungültiger Metadaten-Schlüssel 60910) - Sankt Marein bei Knittelfeld (Ungültiger Metadaten-Schlüssel 60911Kategorie:Wikipedia:Fehler in Vorlage Metadaten Einwohnerzahl#Ungültiger Metadaten-Schlüssel 60911) - Sankt Margarethen bei Knittelfeld (Ungültiger Metadaten-Schlüssel 60912Kategorie:Wikipedia:Fehler in Vorlage Metadaten Einwohnerzahl#Ungültiger Metadaten-Schlüssel 60912) |

|  |